# Volcà Tolimán
El Tolimán és un estratovolcà de Guatemala. Es troba a la riba sud del llac Atitlán i té una altitud de 3.158 msnm. Es va formar prop del marge sud de la caldera Atitlán III que data del Plistocè. La part superior del volcà té un cràter poc profund i els seus flancs estan coberts per antigues colades de lava que van sorgir dels forats de ventilació dels flancs del volcà. Un dom de lava paràsit conegut com a "Cerro de Oro", es formà al vessant nord del volcà i va entrar en erupció fa uns milers d'anys.